# Kazimierz Wąskotorowy
Kazimierz Wąskotorowy – nieistniejący już przystanek kolei wąskotorowej w Kazimierzu Biskupim. Położony był przy czynnej w latach 1912-1965 linii z Anastazewa do Konina. Przystanek znajdował się przy drodze z Kazimierza Biskupiego do Kleczewa, około pół kilometra na północ od ówczesnych zabudowań dworskich i około kilometra od obecnego stadionu.